# Konstantin Georgijevič Zyrjanov
Konstantin Georgijevič Zyrjanov (rus. Константин Георгиевич Зырянов; Perm, 5. listopada 1977.) bivši je ruski nogometaš i reprezentativac.
Karijeru je započeo u rodnom Permu, u klubu Amkaru iz Perma, a nakon 6 godina prelazi u Torpedo iz Moskve gdje provodi 7 godina. Godine 2007. prelazi u Zenit. Iste godine proglašen je za ruskog igrača godine. 
U polufinalu Kupa UEFA-e, Zyrjanov je postigao pogodak protiv Bayern Münchena, kojeg je Zenit prošao i otišao u finale. U finalu protiv Glasgow Rangersa, Zyrjanov je opet postigao pogodak, a Zenit je osvojio Kup UEFA. 
Za reprezentaciju je nastupao od 2006. do 2012. godine te je ubilježio 52 nastupa i postigao 7 pogodaka. Izbornik Guus Hiddink pozvao ga je da nastupa za Rusiju na EURO-u 2008. U drugoj utakmici protiv Grčke, Zyrjanov je postigao pobjedonosni pogodak za Ruse koji ih je ostavio u igri za četvrtfinale. Također je nastupio u dva susreta na Euru 2012., gdje Rusija nije uspjela proći dalje iz svoje skupine.

## Vanjske poveznice
- Profil na službenoj stranici Zenita (rus.)(engl.)